# Faisceau vestibulospinal

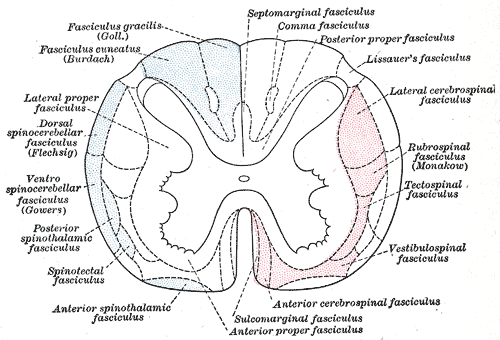
Gray672

Le faisceau vestibulo-spinal (ou tractus spino-vestibulaire) est un faisceau qui regroupe les efférences du cervelet passant par le noyau de Deiters (noyau vestibulaire) pour rejoindre la moelle. 
Il a une fonction excitatrice sur les muscles extenseurs anti-gravitaires : action qui a pour but de rigidifier les membres inférieurs pour contrebalancer un déséquilibre.